# Gestatten, Mr Stink

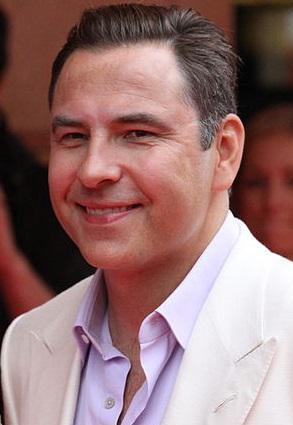
David Walliams

Gestatten, Mr Stink ist ein britischer Kinderroman von David Walliams aus dem Jahr 2009, illustriert von Quentin Blake. Auf Deutsch erschien das Buch im Jahr 2011  im Aufbau-Verlag.

## Handlung
Das Buch handelt von einem Obdachlosen (Mr Stink), der für eine Weile auf einer Parkbank sitzt. Bei ihm lebt ein Hund namens Gräfin. Der Obdachlose wird von niemandem angesprochen. Aber mit der Zeit traut sich ein Mädchen namens Chloe heran. Mit der Zeit entwickelt sich eine Freundschaft zwischen Chloe und Mr Stink. Irgendwann nimmt Chloe Mr Stink heimlich mit zu sich nach Hause. Nach langer Zeit fällt es Chloes Eltern auf. Der Moment der Begegnung von Mr Stink und Chloes Eltern war in einem Interview der Mutter. Mr Stink stürzt mitten in das Gespräch hinein. Dabei lügt die Mutter und behauptet, dass sie den Obdachlosen aufgenommen habe. Deswegen kommt sie mit Mr Stink in eine Talkshow. Während der Talkshow widerspricht Mr Stink ihr aber und sagt die Wahrheit, dass nämlich Chloe ihn aufgenommen hat und die Mutter unrecht habe.

## Charakter (Figuren)
- Mr. Stink (Obdachloser auf einer Straßenbank)
- Die Gräfin (Hund von Mr. Stink)
- Chloe Crumb (Mädchen, 12 Jahre alt, Tochter von Herr Crumb und Janet (Frau) Crumb)
- Annabelle Crumb (Schwester von Chloe, Tochter von Herr Crumb und Janet (Frau) Crumb)
- Herr Crumb (Vater von Annabelle und Chloe, Mann von Janet (Frau) Crumb)
- Janet (Frau) Crumb (Mutter von Chloe und Annabelle, Frau von Herr Crumb)
- Rosamund (Ein gehässiges und populäres Mädchen, dessen Hauptziel immer Chloe ist)
- Elizabeth (Die weiße, langweilige Katze, die der Familie Crumb gehört)
- Raj (Kioskbesitzer Zeitungshändler)

## Film zu Mr Stink
Der Film zum Buch wurde am 23. Dezember 2012 im Fernsehen bei BBC One ausgestrahlt. Die Verfilmung ist nur auf Englisch zu erhalten.

## Ausgaben
- ISBN 978-3-351-04143-4
- ISBN 978-3-86231-098-2 (Audio)